# 至大倭寇

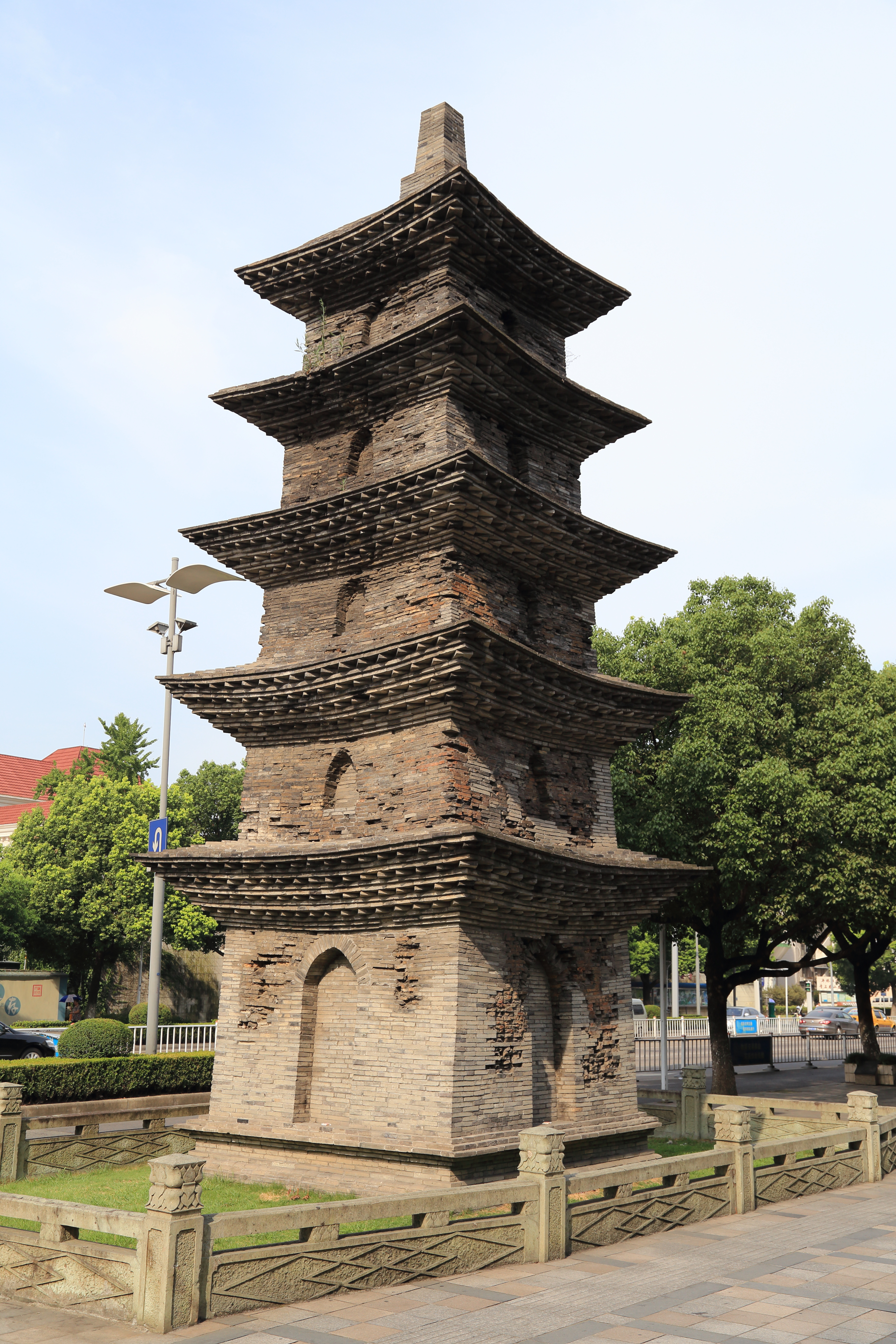
現存する寧波天寧寺の西塔。天寧寺は至大倭寇によって炎上し、事件後に天寧寺に滞在していた日本人僧は捕らえられた。

至大倭寇（しだいのわこう）とは、1309年（至大2年）に大元ウルス領の慶元路（現在の浙江省寧波市）で日本人海商が起した暴動事件。暴動の規模そのものは大きくなかったが、火災の延焼によって鄞県城内の建造物に多くの被害を残したことで知られる。
この事件は同時代史料において「倭寇」と呼ばれていたわけではないが、明代以後に頻発する倭寇の最初の事例と位置付けられることから、研究者によって「至大の倭寇」と呼称されている。

## 概要
至大倭寇については「慶元路玄妙観碑銘」に言及があり、1309年（至大2年）のこととして「島夷は毎年のように土物を持って貿易に来ていたが、現地の吏卒の侵漁に憤りに堪えず、持ってきた硫黄を用いて城中を燃やし、玄妙観もこの時燃えてしまった」と記される。また燕公楠の神道碑にもこの事件について記載があり、燕公楠が去った後に倭人接待の道を継ぐ者がなく、倭人の貨宝を利としたため、「殺略焼焚之禍」が起こったとされる。
事件の詳細な経過については記録がないが、各地方誌には至大2年に倭人によって焼失した建造物についての記録が散見する。地方誌記載の至大倭寇の被害をまとめると慶元路の官舎・学校・廟・寺観等113件中、24件がこの年に焼失したことが分かる。ただし、これらの被害は鄞県城内に限定され、一部は延焼であると明記されることから、暴動はあくまで都市の一角で起こったものに過ぎなかったと推定される。暴動は慶元路全域を巻き込むような大規模なものではなかったが、慶元路が当時では有数の人口密集地帯であったがために、延焼が広まって多くの被害を出してしまったようである。

## 影響
このころ、慶元路には多数の日本人留学僧が滞在していたが、この事件を受けて多くの日本人僧が捕らえられた。特に、龍山徳元も含む慶元天寧寺の日本人僧十数人は捕らえられて大都に送検されたとの記録がある。あわせて、慶元路を通じた日本・元間の往来も激減し、1311年（至大4年）に入元した孤峰覚明は他の時代にほとんど用いられない温州路から入港している。もっとも、1314年（延祐元年）には大智が通常通り入元し、1315年（延祐2年）までには龍山徳元も釈放されているなど、日元間の往来の減少は一時的なものに過ぎなかったようである。
一方で、大元ウルス内部での日本商人への警戒は長く払拭されず、1316年（延祐3年）に浙東道都元帥として着任したクトゥグ・テムルは「倭奴の商舶が貿易し乱を起こす」ことがないよう務めたとされる。また王克敬は1317年（延祐4年）に慶元路に赴任して、倭人の互市を監視したという。

## 大徳11年の倭寇
龍山徳見の行状には1307年（大徳11年）に「慶元路の官、倭商と闘あり、城は尽く滅した」との記載があり、これに基づいて「大徳11年の倭寇」が存在したとの見解がある。しかし、「倭商と地方官吏の紛争から火災が起こった」という経緯が至大倭寇と全く同じものである点、至大倭寇で焼失した建物が地方誌で列挙されるのに対し大徳11年倭寇による被害が全く記録されない点などに基づき、「大徳11年の倭寇」は「至大2年の倭寇」と同一の事件ではないかと指摘されている。榎本渉は龍山徳見の行状には他にも年代の記載ミスが散見されることから、単純に「至大2年」とすべき所を「大徳11年」と書き誤ったものと指摘している。